# Calafati (Figur)

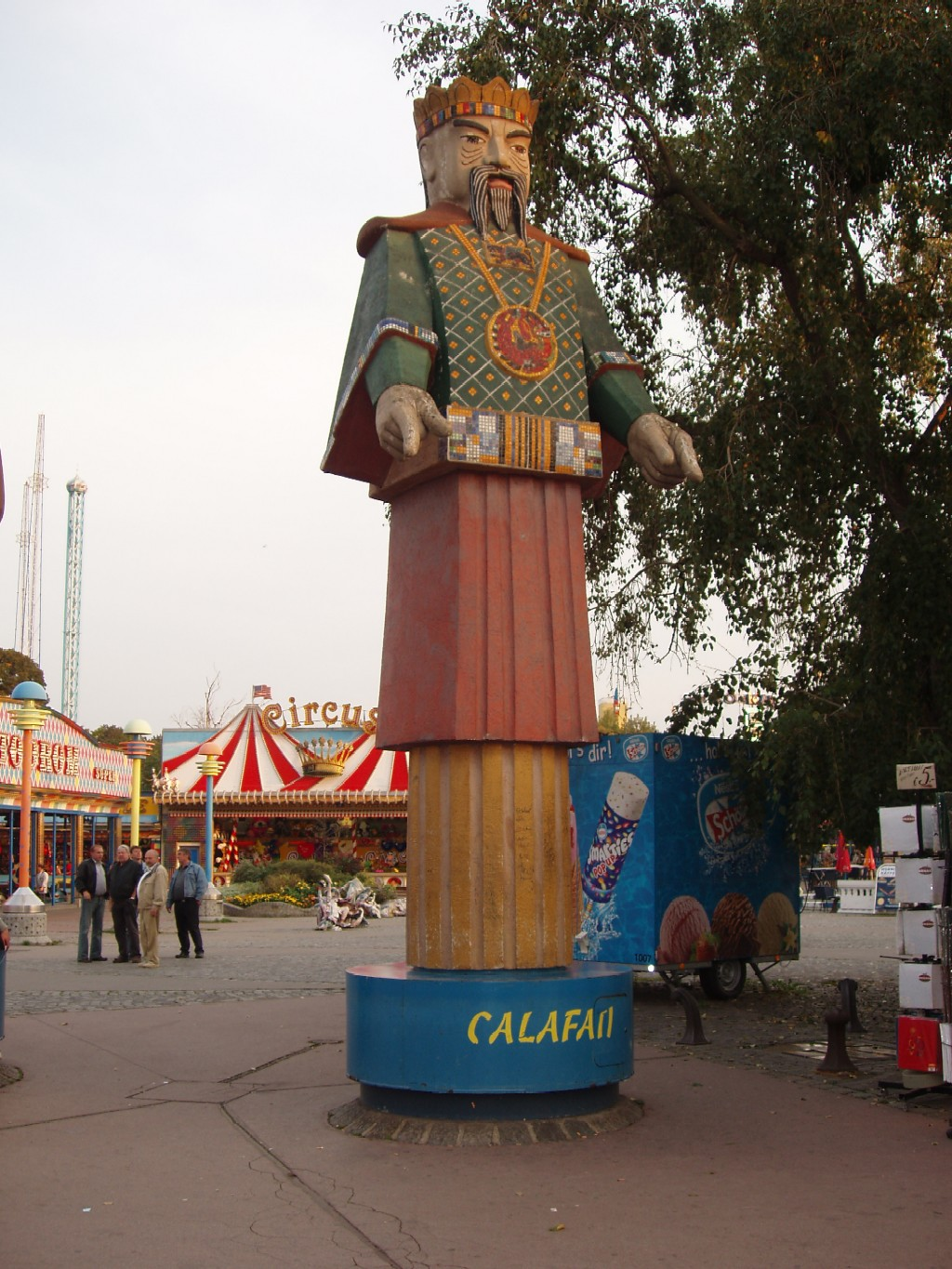
Der „Große Chineser“

Das Ringelspiel um 1873

Der Calafati (auch Calafatti, Kalafatti; laut Online-Duden Kalafati) ist neben dem Riesenrad und dem Watschenmann eines der Wahrzeichen des Wurstelpraters in Wien.
Der Calafati ist eine neun Meter hohe Figur eines Chinesen, auch „Großer Chineser“ genannt. Ursprünglich verzierte sie seit einem Umbau des von einer kleinen Dampflokomotive gezogenen Ringelspiels des Basilio Calafati (daher der Name) im Jahr 1854 einen freistehenden Mast des Gebäudes. Bis 1945 wechselten die Eigentümer mehrmals, und ein geplanter Abriss konnte durch das Denkmalamt 1922 verhindert werden.
1932 wurden das Ringelspiel und der „Große Chineser“ restauriert. Dafür wurden 80 m Brokatstoff und für den 11 m langen Zopf 17 kg Rosshaar verbraucht. 1935 wurde das Ringelspiel unter Denkmalschutz gestellt. Am 8. April 1945 wurde der Calafati während der Schlacht um Wien völlig zerstört.
Am 14. August 1967 erstellte Ilse Pompe-Niederführ eine Nachbildung des „Großen Chineser“ aus Kunststein, an der im Mai 1968 eine Gedenktafel enthüllt wurde.
Im Jahr 1978 erschien auf Single das Lied „Calafati“ von Peter Cornelius, in dem er sich mit der Chinesischen Figur vergleicht. („Wie da Calafati auf’m Prater Ringelspü’ steh’ i do und i waß net wie ma gschiecht.“ – Wie der Calafati auf dem Praterkarussell stehe ich da und ich weiß nicht, wie mir geschieht.)
Zwei Firmen haben die Namen Basilio Calafatis verwendet: Calafatti Marketing- und Betriebs Nfg GmbH & Co KG – war größter Mieter im Prater, betrieb vier Jahre lang bis Anfang 2013 einen „Flugsimulator“, Konkurseröffnung Juni 2013. Basileo GmbH – meldete Juli 2013 Konkurs an.